# Prosper Soulès
Prosper Antoine Soulès (Avize, 1763 – Parigi, 17 giugno 1794) è stato un rivoluzionario francese.

## Biografia
Sotto l'ancien régime, Prosper François Soulès esercitò la professione di impiegato notaio. Era originario delle vicinanze di Épernay e connazionale dello Champagne di Georges Jacques Danton.
Membro dell'assemblea elettorale di Parigi nel 1789, fu uno dei vincitori della Bastiglia il 14 luglio 1789. Assunse, dopo l'omicidio del governatore reale della Bastiglia, il marchese de Launay, l'esercizio delle sue funzioni provvisorie di "comandante facente funzione della fortezza". Fu cavallerescamente spodestato da Danton, ma ripristinato dalla Comune di Parigi sulle istanze di La Fayette.
In seguito, divenne uno degli amministratori di polizia e fu ghigliottinato il 17 giugno 1794. Fu sepolto nel cimitero di Picpus.